# Strabism
Strabism (din greacă στραβός strabos "încrucișat") este o afecțiune oculară în care se manifestă o deviație a unei axe oculare în raport cu cealaltă. Aceasta implică de obicei o lipsă de coordonare între mușchii extraocular care împiedică focalizarea fiecărui ochi la același punct în spațiu și previne buna vedere binoculară, fiind afectată negativ percepția în profunzime a spațiului. Strabismul poate fi fie o tulburare neurologică de coordonare a ochilor fie o tulburare musculară. Ochiul mai slab de obicei după un timp încetează să mai trimită semnale creierului, rezultând astfel fenomenul de ambliopie. Poate apărea la 2-5 % dintre copii. Strabismul poate fi transmis ereditar.

## Tipuri de strabism
Strabismul este clasificat in functie de directia gresita de aliniere a ochilor. Astfel, cand un ochi priveste drept inainte spre obiectul vizualizat, celalalt ochi este aliniat gresit spre interior (esotropie sau „ochi incrucisati”), spre exterior catre ureche (exotropie sau divergent) in sus (hipertropie) sau in jos (hipotropie).
Esotropia este cel mai frecvent tip de strabism si apare in diferite forme:
- Esotropia infantila sau strabismul congenital apare la nastere sau se dezvolta in primele sase luni de viata. Copilul are adesea un istoric familial de strabism. Desi majoritatea copiilor cu esotropie infantila sunt perfect sanatosi, exista o incidenta ridicata a acestei tulburari la copiii cu paralizie cerebrala si hidrocefalie.
- Multi sugari par sa aiba strabism, insa, de cele mai multe ori acestia au o afectiune cunoscuta sub numele de pseudostrabism sau strabism fals. Ei pot avea o punte nazala largita sau un exces de piele la limita dintre ochi si nas care fac sclera alba a ochilor mai putin vizibila pe partea nasului, dand impresia ca ochii privesc spre interior. Ochii vor arata normal pe masura ce structurile faciale se maturizeaza.
- Esotropia acomodativa este cea mai frecventa forma de esotropie care apare la copiii cu varste sub 2 ani sau mai mari. In acest tip de strabism, atunci cand copilul focalizeaza ochii pentru a vedea clar un obiect de aproape, ochii se intorc spre interior.

Strabismul poate fi intermitent sau constant. Strabismul intermitent se poate agrava atunci cand muschii ochilor sunt obositi - de exemplu, seara sau in timpul unei episod de boala. Parintii pot observa cum ochii copilului privesc in directii diferite din cand in cand in primele luni de viata, in special cand copilul este obosit. Fenomenul este perfect normal, deoarece copilul inca invata sa-si focalizeze ochii si sa lucreze impreuna. Majoritatea bebelusilor depasesc acest strabism intermitent pana la varsta de 3 luni.

## Cauze
Strabismul poate fi cauzat de un defect al mușchilor extraoculari sau al zonei cerebrale care controlează vederea. Poate apare la copiii care suferă de:
- Sindromul Down;
- Tumora cerebrală;
- Paralizie cerebrală;
- Hidrocefalie;
- Alte afecțiuni cerebrale.

Boli care pot cauza orbirea totală sau parțială mai pot cauza strabism. La adulți, strabismul este cauzat de:
- Diabet;
- Traumă cerebrală;
- Infarct;
- Tumora cerebrală;
- Alte afecțiuni cerebrale.

### Pseudostrabism
Pseudostrabismul este un fals strabism, prezent în special la copii mici și sugari, și este datorat unui canal nazal prea lat. Se corectează în timp, după îngustarea canalului nazal.

### Strabism convergent
Strabismul convergent sau esotropia, este o formă a strabismului, în care axele vizuale converg. 

### Strabism divergent
Strabismul divergent sau exotropia, este o formă a strabismului, în care axele vizuale diverg. 

### Strabism concomitent
Strabismul concomitent este o forma a strabismului, în care mușchii extraoculari nu sunt paralizați și axele oculare au același grad de deviație în toate direcțiile. Ca regulă apare la copii și de cele mai dese ori duce la scăderea acuității vizuale în unul din ochi. Dacă ochii sunt utilizați pe rând (strabism alternativ), acuitatea vizuală poate fi păstrată.

### Strabism neconcomitent
Strabismul neconcomitent este o forma a strabismului, în care unii mușchi extraoculari sunt paralizați și axele oculare au grade de deviație diferite, în functie de direcție. Simptomul principal este diplopia. Această formă poate fi corectată prin procedură chirurgicală.

## Diagnostic
Este foarte important ca examinarea oculara in strabism sa fie facuta cat mai aproape de momentul observarii deviatiei oculare de catre un medic oftalmolog cu experienta in oftalmopediatrie/strabologie (indiferent de varsta pacientului).
Examinarea are ca scop decelarea cauzei care a produs strabismul si decizia asupra tipului de tratament necesar.
Investigatii si analize necesare
De cele mai multe ori un examen oftalmologic complet ce include si examenul ortoptic este suficient. Rar, in anumite forme de strabism se pot face investigatii imagistice ale muschilor extraoculari.
Cand strabismul este secundar unei patologii oculare/generale se pot asocia investigatii diverse in functie de cauza.

## Tratament
Tratamentul strabismului este variat. Măsuri pentru corectarea vederii includ:
- Purtarea de ochelari speciali, care modifică focalizarea fiecărui glob ocular;
- Tratament medicamentos - folosind atropina;
- Procedura chirurgicală de corectare a mușchilor oculari, ce constă în scurtarea/lungirea anumitor muschi oculari, pentru a coordona axele oculare respective.